# 麻吉向前衝
《麻吉向前冲》（英語：Drake & Josh）是丹·施耐德为尼克儿童频道创作的美国情景喜剧。该系列跟讲述德雷克·帕克（德瑞克·贝尔饰）和乔希·尼科尔斯（乔希·佩克饰）兄弟俩的日常生活。他们住在一起，但是有着相反的人格。该系列还由南希·沙利文、乔纳森·戈德施泰因和米兰达·卡斯格拉夫主演。
在当演员之前，贝尔和佩克出现在The Amanda Show，施耐德决定创造《麻吉向前冲》，选择他们来作主演。该系列从2004年1月11日开播，到2007年9月16日停播，一共有共56集，4个季以及2部电视电影：《德瑞克和乔西的好莱坞之旅》（2006年）和《圣诞快乐，德瑞克和乔西》（2008年）。该系列的开幕主题曲《I Found a Way》，由德瑞克·贝尔和Backhouse Mike创作，由贝尔演唱。

## 評價
常識媒體給電視戲三星（滿分五星）的評價。

## 外部連結
- 互联网电影数据库（IMDb）上《麻吉向前衝》的资料（英文）